# Ciera Sage
Ciera Sage, född 13 maj 1980 i Kennewick, Washington, USA, är en amerikansk porrskådespelerska. Hon har sedan 2002 medverkat i över 45 pornografiska filmer.